# Landesarbeitsgericht Bremen
Das Landesarbeitsgericht Bremen (LAG Bremen) ist ein Gericht der Arbeitsgerichtsbarkeit in der Freien Hansestadt Bremen. Von 2009 bis 2015 war Sabine Kallmann als erste Frau Präsidentin des Landesarbeitsgerichts.

## Sitz des Gerichtes
Das Gericht sitzt in dem Gebäude Am Wall 198 in Bremen.

## Leitung
- 1953–1965 Hans Galperin, * 15. Dezember 1900
- 1966–1970 Heinz Menkens, * 21. Juni 1920[1]
- 1985–2009 Martin Bertzbach, * 19. Dezember 1943
- 2009–2015 Sabine Kallmann, * 7. November 1949
- 2015–2023: Thorsten Beck, * 1956[2]
- ab 2023: Oliver Sanner

## Zuständigkeit
Das LAG Bremen ist als Rechtsmittelsgericht zuständig für Berufungen gegen erstinstanzliche Urteile und Beschwerden gegen Beschlüsse des Arbeitsgerichtes. Sein Zuständigkeitsbereich umfasst das gesamte Bundesland Bremen.

## Instanzenzug
Dem Landesarbeitsgericht Bremen ist das Arbeitsgericht Bremen-Bremerhaven untergeordnet. Übergeordnet ist dem LAG Bremen das Bundesarbeitsgericht.

## Organisation
Am LAG bestehen seit Januar 2009 drei Kammern, zuvor waren es im Jahr 2008 vier Kammern. Besetzt sind diese Kammern mit je einem Berufsrichter als Vorsitzendem der Kammer und zwei Laienrichtern. Die Laienrichter werden jeweils von der Arbeitgeber- und der Arbeitnehmerseite gestellt.

## Geschichte
Gemäß Arbeitsgerichtsgesetz vom 23. Dezember 1926 wurden in Deutschland Arbeitsgerichte gebildet. Diese waren nur in der ersten Instanz unabhängig, die Landesarbeitsgerichte waren den Landgerichten zugeordnet. Am Landgericht Bremen entstand so 1927 das Landesarbeitsgericht Bremen. Sein Sprengel umfasste die Freie Hansestadt Bremen und umgrenzende preußische Gebieten. Bremen und Preußen einigten sich auf folgende Regelungen:
- es wurde ein preußisches Arbeitsgericht Wesermünde gebildet, das auch für den Sprengel des Amtsgerichts Bremerhaven zuständig war
- es wurde ein preußisches Arbeitsgericht Blumenthal gebildet, das auch für Vegesack zuständig ist
- das bremische Arbeitsgericht Bremen war auch für den Bezirk des Amtsgerichts Lilienthal und die Gemeindebezirke Hemelingen, Arbergen und Mahndorf zuständig
- das Landesarbeitsgericht Bremen sollte für das bremische Arbeitsgericht Bremen und die preußischen Arbeitsgerichte Wesermünde und Blumenthal zuständig sein.

Dieses Modell wurde mit Note von 23. April 1927 vom preußischen Justizminister und mit Erklärung der Bremer Senates vom 9. Mai 1927 akzeptiert und so umgesetzt.
Nach der Besetzung Deutschlands durch die Alliierten wurden 1945 zunächst alle Gerichte geschlossen. Die ordentlichen Gerichte wurden schon bald wieder eröffnet, während die Arbeitsgerichte zunächst außer in Hamburg nicht wieder eingerichtet wurden, so dass arbeitsgerichtliche Streitigkeiten von den ordentlichen Gerichten erledigt werden mussten. Gemäß Kontrollratsgesetz 21 sollten in Deutschland Arbeitsgerichte aufgebaut werden. Mit Verfügung des Präsidenten des Landesarbeitsamtes Hannover vom 2. Juli 1946 wurde das Landesarbeitsgericht Bremen neu gebildet. Ihm waren nun die Arbeitsgerichte Bremen und Wesermünde nachgeordnet. Am 19. August 1946 fand die feierliche Eröffnung statt.